# Saulo Ramos
José Saulo Pereira Ramos (Brodowski, 8 de junho de 1929 — Ribeirão Preto, 28 de abril de 2013) foi um advogado, político, jurista e escritor brasileiro. Professor honoris causa pelo Centro Universitário das Faculdades Metropolitanas Unidas (FMU).
Membro da equipe de Jânio Quadros, consultor-geral da República e ministro da Justiça durante o Governo Sarney, membro da Academia Ribeirão-pretana de Letras, Saulo Ramos lançou em 2007 o livro  de memórias O Código da Vida, no qual narra um curioso caso real que enfrentou em seus tempos de advogado. No livro, uma auto biografia, o autor conta também sua trajetória de vida e fatos que marcaram a história do país.
Saulo foi fundador da Academia Santista de Letras, como ele mesmo relata no livro citado.